# S&P 100
S&P 100 es un índice bursátil de los Estados Unidos. 
Está compuesto por las 100 empresas de mayor tamaño que cotizan en las bolsas de los Estados Unidos en el índice S&P 500. Es el índice de referencia que utiliza la empresa Standard & Poor's, una de las tres agencias más importantes de calificación de crédito.

## Composición
S&P 100 estaba compuesto por las siguientes empresas (30 de septiembre de 2010):
| Símbolo | Nombre                              | Sector                                           |
| ------- | ----------------------------------- | ------------------------------------------------ |
| AA      | Alcoa                               | Materias primas                                  |
| AAPL    | Apple                               | Fabricante de electrónica                        |
| ABT     | Abbott Laboratories                 | Farmacéutica, biotecnología                      |
| AEP     | American Electric Power             | Energía                                          |
| ALL     | Allstate                            | Aseguradora                                      |
| AMGN    | Amgen                               | Biotecnología                                    |
| AMZN    | Amazon.com                          | Comercio electrónico                             |
| AVP     | Avon Products                       | Cosméticos                                       |
| AXP     | American Express                    | Servicios financieros                            |
| BA      | Boeing                              | Industria aérea y espacial                       |
| BAC     | Bank of America                     | Banca                                            |
| BAX     | Baxter International                | Farmacéutica, tecnología médica                  |
| BHI     | Baker Hughes                        | Petróleo y gas                                   |
| BK      | Bank of New York Mellon             | Banca                                            |
| BRK.B   | Berkshire Hathaway                  | Aseguradora                                      |
| BMY     | Bristol-Myers Squibb                | Farmacéutica                                     |
| C       | Citigroup                           | Banca                                            |
| CAT     | Caterpillar                         | Ingeniería mecánica                              |
| CL      | Colgate-Palmolive                   | Droguería, higiene                               |
| CMCSA   | Comcast                             | Telecomunicaciones                               |
| COF     | Capital One                         | Servicios financieros                            |
| COP     | ConocoPhillips                      | Petróleo y gas                                   |
| COST    | Costco Wholesale                    | Venta al por mayor                               |
| CPB     | Campbell Soup Company               | Alimentación                                     |
| CSCO    | Cisco Systems                       | Telecomunicaciones                               |
| CVS     | CVS Caremark                        | Farmacéutica                                     |
| CVX     | Chevron Corporation                 | Petróleo y gas                                   |
| DD      | DuPont                              | Química                                          |
| DELL    | Dell                                | Fabricante de electrónica                        |
| DIS     | Walt Disney Company                 | Medios                                           |
| DOW     | Dow Chemical                        | Química                                          |
| DVN     | Devon Energy                        | Petróleo y gas                                   |
| EMC     | EMC Corporation                     | Fabricante de electrónica                        |
| ETR     | Entergy                             | Energía                                          |
| EXC     | Exelon                              | Energía                                          |
| F       | Ford                                | Automoción                                       |
| FCX     | Freeport-McMoRan                    | Minería                                          |
| FDX     | FedEx                               | Logística                                        |
| GD      | General Dynamics                    | Armamento                                        |
| GE      | General Electric                    | Variado                                          |
| GILD    | Gilead Sciences                     | Farmacéutica, biotecnología                      |
| GOOG    | Google                              | Servicios de Internet                            |
| GS      | Goldman Sachs                       | Banca                                            |
| HAL     | Halliburton                         | Petróleo y gas                                   |
| HD      | Home Depot                          | Venta al por menor de materiales de construcción |
| HNZ     | H. J. Heinz Company                 | Alimentación                                     |
| HON     | Honeywell International             | Variados                                         |
| HPQ     | Hewlett-Packard                     | Fabricante de electrónica                        |
| IBM     | IBM                                 | IT                                               |
| INTC    | Intel                               | Microelectrónica                                 |
| JNJ     | Johnson & Johnson                   | Farmacéutica, bienes de consumo                  |
| JPM     | JP Morgan Chase & Co.               | Banca                                            |
| KFT     | Kraft Foods                         | Alimentación                                     |
| KO      | Coca-Cola Company                   | Alimentación                                     |
| LMT     | Lockheed Martin                     | Industria aérea y espacial                       |
| LOW     | Lowe’s                              | Venta al por menor                               |
| MA      | MasterCard                          | Servicios financieros                            |
| MCD     | McDonald's                          | Gastronomía                                      |
| MDT     | Medtronic                           | Tecnología médica                                |
| MET     | Metropolitan Life Insurance Company | Aseguradora                                      |
| MMM     | 3M                                  | Diversos                                         |
| MO      | Altria Group                        | Tabaco                                           |
| MON     | Monsanto                            | Agricultura, Biotecnología                       |
| MRK     | Merck & Co.                         | Farmacéutica                                     |
| MS      | Morgan Stanley                      | Banca                                            |
| MSFT    | Microsoft                           | Software                                         |
| NKE     | Nike                                | Equipación deportiva                             |
| NOV     | National Oilwell Varco              | Petróleo y gas                                   |
| NSC     | Norfolk Southern Railway            | Ferrocarril                                      |
| NWSA    | News Corporation                    | Medios                                           |
| NYX     | NYSE Euronext                       | Servicios financieros                            |
| ORCL    | Oracle                              | Software                                         |
| OXY     | Occidental Petroleum                | Petróleo y gas                                   |
| PEP     | PepsiCo                             | Alimentación                                     |
| PFE     | Pfizer                              | Farmacéutica                                     |
| PG      | Procter & Gamble                    | Bienes de consumo                                |
| PM      | Philip Morris International         | Tabaco                                           |
| QCOM    | Qualcomm                            | Telecomunicaciones                               |
| RF      | Regions Financial                   | Banca                                            |
| RTN     | Raytheon                            | Armamento                                        |
| S       | Sprint Nextel                       | Telecomunicaciones                               |
| SLB     | Schlumberger                        | Petróleo y gas                                   |
| SLE     | Sara Lee                            | Bienes de consumo                                |
| SO      | Southern Company                    | Energía                                          |
| T       | AT&T                                | Telecomunicaciones                               |
| TGT     | Target Corporation                  | Venta al por menor                               |
| TWX     | Time Warner                         | Medios, ocio                                     |
| TXN     | Texas Instruments                   | Fabricante de electrónica                        |
| UNH     | UnitedHealth                        | Aseguradora                                      |
| UPS     | United Parcel Service               | Logística                                        |
| USB     | U.S. Bancorp                        | Banca                                            |
| UTX     | United Technologies Corporation     | Tecnología                                       |
| VZ      | Verizon Communications              | Telecomunicaciones                               |
| WAG     | Walgreens                           | Venta al por menor                               |
| WFC     | Wells Fargo                         | Banca                                            |
| WMB     | Williams Companies                  | Petróleo y gas                                   |
| WMT     | Wal-Mart                            | Venta al por menor                               |
| WY      | Weyerhaeuser                        | Industria maderera                               |
| XOM     | ExxonMobil                          | Petróleo y gas                                   |
| XRX     | Xerox                               | Fabricante de electrónica                        |